# Austin (Minnesota)
Austin è una città degli Stati Uniti d'America, capoluogo della Contea di Mower, nello Stato del Minnesota. La città fu fondata nel 1853 e nel censimento del 2010 contava 24.718 abitanti.
La città è stata originariamente colonizzata lungo il fiume Cedar e ha due laghi artificiali, East Side Lake e Mill Pond. È stata chiamata così in onore di Austin R. Nichols, il primo colono europeo della zona. La Hormel Foods Corporation è il principale datore di lavoro di Austin e la città viene talvolta chiamata "SPAM Town USA". Austin ospita la sede centrale di Hormel, una fabbrica che produce la maggior parte della carne in scatola SPAM del Nord America e lo Spam Museum. Ad Austin ha sede anche l'Hormel Institute, un importante istituto di ricerca sul cancro gestito dall'Università del Minnesota con il significativo sostegno della Mayo Clinic. Nel 2015 Austin è stata nominata una delle "Top 10 Affordable Small Towns Where You'd Actually Want to Live" e una delle "Best Small Cities in America".